# Proterosceliopsis
Proterosceliopsis (лат.) — ископаемый род перепончатокрылых наездников, единственный в составе семейства Proterosceliopsidae (Platygastroidea). Обнаружен в меловых испанском и бирманском янтарях.

## Описание
Мелкие перепончатокрылые наездники. Длина тела около 2 мм. Отличаются строением головы и груди: усики 14 или 15-члениковые; присутствует скуловая борозда; лицевые борозды отсутствуют; скуловые борозды отсутствуют; передняя шейная борозда развита в виде тонкого желобка, связанного с экскрецией желез; мезоплеврон с трансэпистернальной линией и мезепимеральной бороздкой; тергиты T3 — T5 и стерниты S3 — S5 спереди с углублениями, связанными с выделением желез.

## Систематика
Типовой вид Proterosceliopsis masneri был впервые описан по останкам в янтаре в 2014 году испанским энтомологом Дж. Ортега-Бланко (Jaime Ortega-Blanco, Departament d’Estra-tigrafia, Paleontologia i Geociencies Marines, Universitat de Barcelona, Барселона, Испания), канадским биологом Рианом МакКелларом (Ryan C. McKellar, Department of Earth & Atmospheric Sciences, University of Alberta, Эдмонтон, Канада), и американским палеоэнтомологом Майклом Энджелом (M. S. Engel, Division of Invertebrate Zoology, American Museum of Natural History, New York; and Division of Entomology, Paleoentomology, Natural History Museum, and Department of Ecology & Evolutionary Biology, Канзасский университет, Лоренс, Канзас, США) вместе с такими видами как Bruescelio platycephalus, Tithonoscelio resinalis  и другими. Первоначально был включён в состав отдельного монотипического рода Proterosceliopsis, однако позднее, после открытия ещё нескольких видов, род был выделен в новое семейство Proterosceliopsidae  Talamas, Johnson, Shih & Ren, 2019 близкое к Platygastridae и Scelionidae, отличаясь строением головы и груди.
- Proterosceliopsis ambulata  Talamas, Shih & Ren, 2019 — бирманский янтарь
- Proterosceliopsis masneri Ortega-Blanco et al. 2014typus — испанский янтарь
- Proterosceliopsis nigon  Talamas, Shih & Ren, sp. nov., 2019 — бирманский янтарь
- Proterosceliopsis plurima  Talamas, Shih & Ren, sp. nov., 2019 — бирманский янтарь
- Proterosceliopsis torquata  Talamas, Shih & Ren, sp. nov., 2019 — бирманский янтарь
- Proterosceliopsis wingerathi  Talamas, Shih & Ren, sp. nov., 2019 — бирманский янтарь